# Amorphomerus chaudoiri
Amorphomerus chaudoiri is een keversoort uit de familie van de loopkevers (Carabidae).